# Lohmen (Mecklemburgo)
Lohmen é um município da Alemanha, situado no distrito de Rostock, no estado de Mecklemburgo-Pomerânia Ocidental. Tem 34,77 km² de área, e sua população em 2019 foi estimada em 755 habitantes.